# Meteorito Nakhla

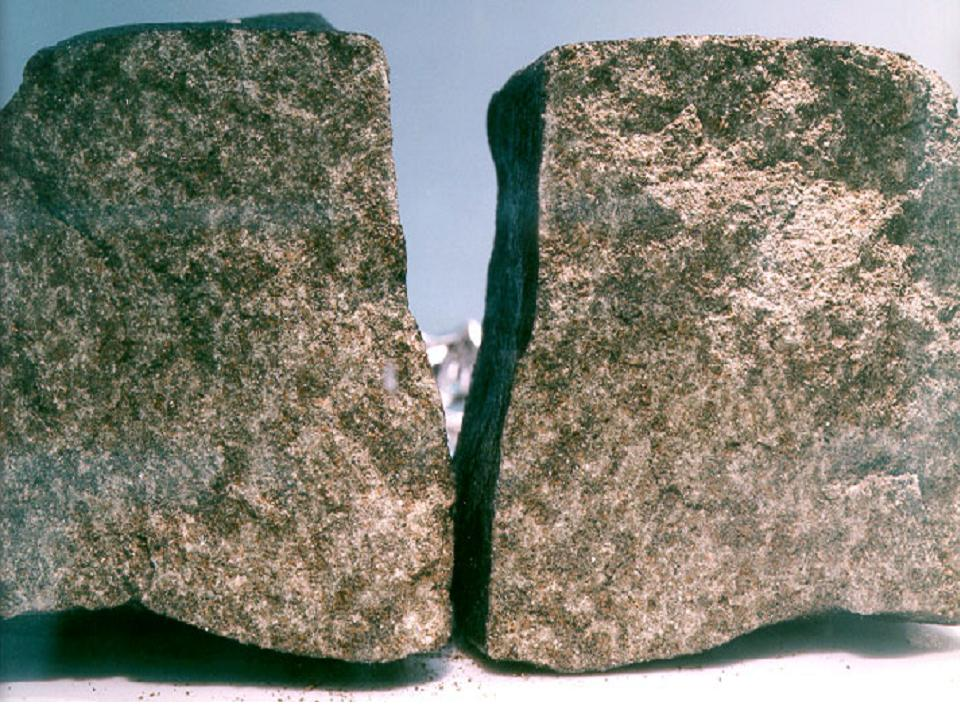
Los dos lados del meteorito Nakhla y sus superficies interiores después de romperse en 1998.

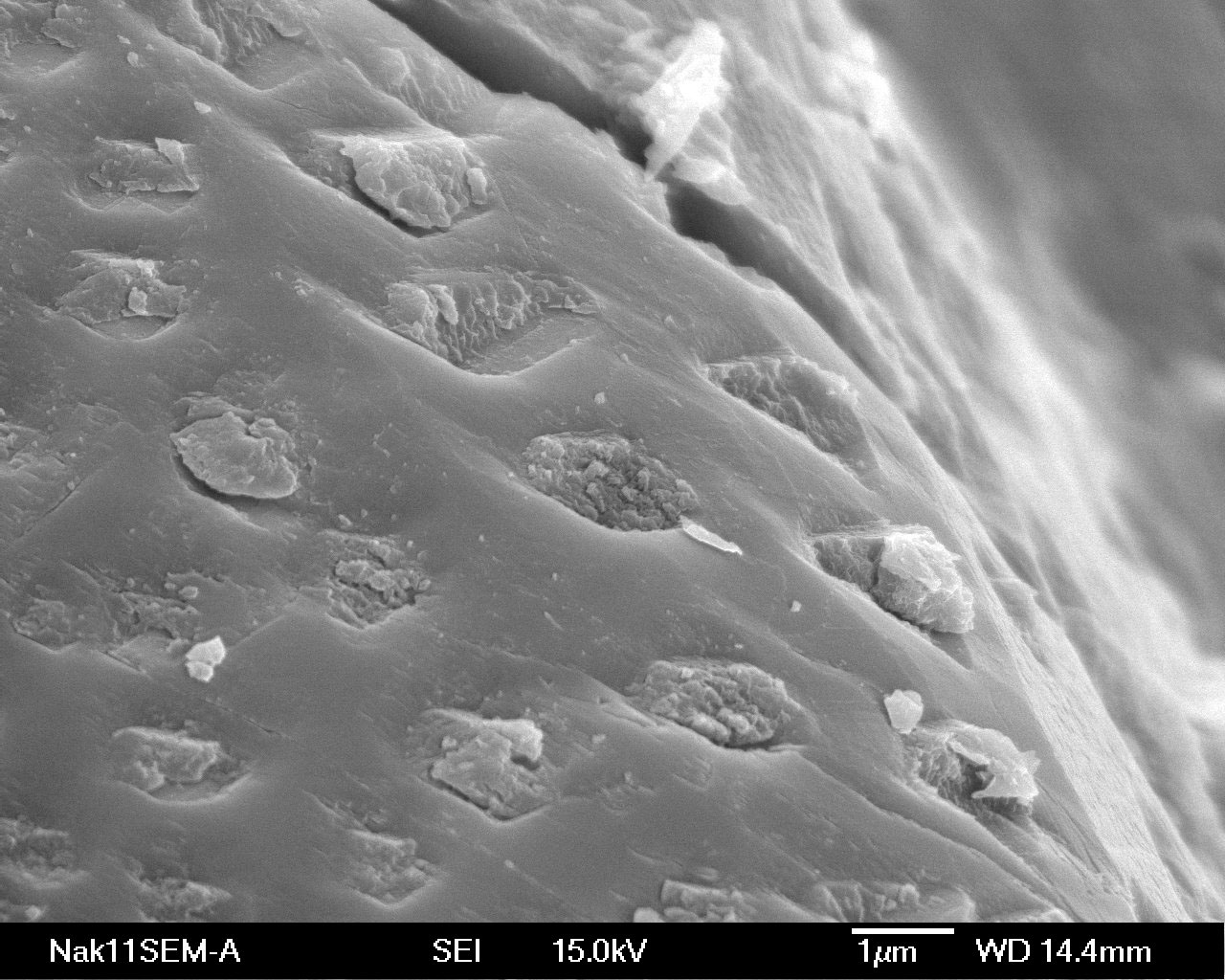
Imagen de microscopio electrónico de barrido (SEM) de la superficie de un grano del meteorito mostrando pequeños hoyos llenos de material. En la tierra, huecos similares son tallados por bacterias.

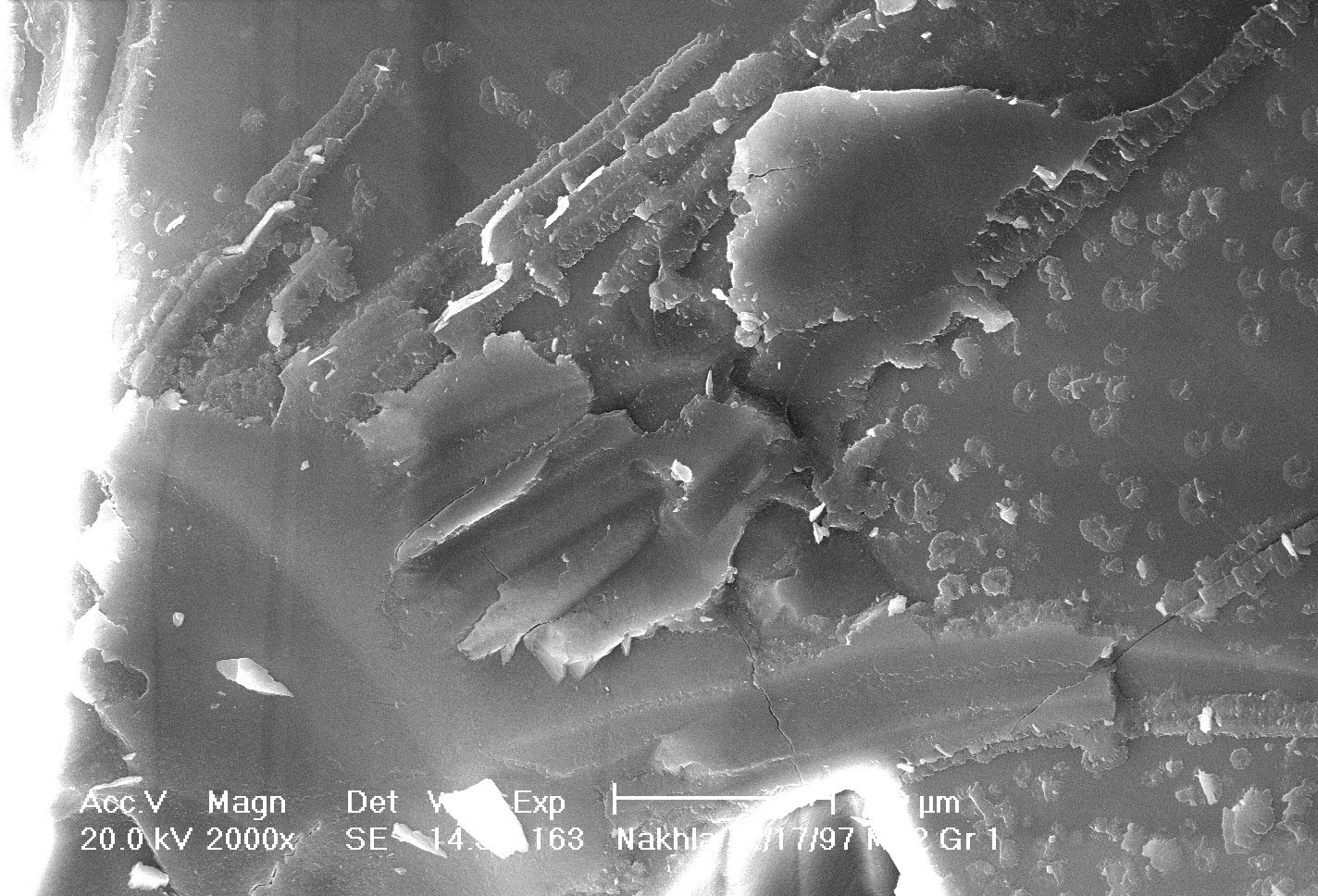
Un pequeño fragmento del meteorito de Nakhla visto a través de un microscopio electrónico (SEM), revelando formas posiblemente biomórficas

Nakhla (en árabe: نيزك النخلة) es un famoso meteorito marciano caído en Egipto en 1911. Fue el primer meteorito del que se tiene constancia procedente de Egipto y el primero en mostrar signos de posibles procesos en medio acuoso en Marte. Da nombre al grupo de meteoritos marcianos Nakhlitas.

## Historia
Cayó a la Tierra el 28 de junio de 1911, cerca de las 9:00 a. m. o las 9:01 a. m., en la región de Nakhla de Abu Hommos, Alejandría, Egipto. Mucha gente fue testigo de su explosión en la atmósfera superior antes de que el meteorito cayera a la superficie terrestre en un área de 4,5 km de diámetro. Se recuperaron unos cuarenta fragmentos; algunas de sus partes quedaron enterradas en el suelo, a una profundidad de hasta un metro. De un peso estimado original de 10 kilogramos (22 libras), se recuperaron fragmentos que variaron entre 20 g y 1.813 g.
En la trigésima séptima conferencia científica lunar y planetaria (Lunar and Planetary Science Conference), celebrada en marzo de 2006 en Houston, Texas, Estados Unidos, hubo un encendido debate sobre el postulado de que algunos compuestos ricos en carbono, presentes en los poros de las rocas, fueran una posible prueba de la existencia de seres vivos en Marte. Debido a que el carbono es el cuarto elemento más abundante en el universo (después del hidrógeno, el helio y el oxígeno), la presencia de formas que se asemejan a bacterias fue considerada insuficiente por la mayoría de los asistentes para demostrar la vida pasada de bacterias en Marte.

### El perro de Nakhla
Existe un rumor de que un fragmento del meteorito cayó sobre un perro, como dice haber observado un granjero llamado Mohammed Ali Effendi Hakim en la aldea de Denshal, cerca de Nakhla; supuestamente, el fragmento meteórico incandescente vaporizó al animal de forma instantánea. Debido a que no existe ningún resto recuperado del perro, y a la ausencia de testigos, se sigue considerando esta historia como un simple rumor. Sin embargo, la narración se ha convertido en una especie de leyenda para los astrónomos.

## Clasificación
Es el ejemplo prototípico del meteorito de tipo Nakhlita, del grupo SNC de meteoritos de Marte.
Se han catalogado varios meteoritos de origen marciano por todo el mundo, incluyendo Nakhlitas. Se considera que estos fueron expulsados por el impacto de un gran cuerpo que chocó con la superficie marciana. Luego viajaron a través del Sistema Solar por un período desconocido de tiempo antes de penetrar en la atmósfera terrestre.

### Signos de agua
Nakhla es el primer meteorito marciano en mostrar signos de procesos acuosos en Marte. La roca contiene carbonatos y minerales hidratados, formados por las reacciones químicas en el agua. Además, la roca se expuso al agua después de su formación, lo que causó acumulaciones secundarias de minerales. Los carbonatos contienen más carbono-13 (13C) que las rocas formadas en la Tierra, lo que indica origen marciano.

### Señales de vida
En marzo de 1999, después de recibir parte de los meteoritos del Museo Británico en 1998, un equipo de la NASA del Centro Espacial Johnson examinó el meteorito Nakhla utilizando un microscopio óptico y un potente microscopio electrónico de barrido (SEM), revelando formas posiblemente biomórficas de un rango de tamaño limitado, entre otras características. El Museo de Historia Natural de Londres, que tiene varios fragmentos intactos del meteorito, permitió a los investigadores de la NASA cortar un fragmento en 2006, obteniendo muestras relativamente libres de la contaminación de origen terrestre. Estos científicos observaron una gran cantidad de material carbonoso complejo llenando poros dendríticos y canales en la roca, semejante a los efectos de la acumulación bacteriana en rocas terrestres.

#### Los aminoácidos en el meteorito
En 1999, varios aminoácidos fueron aislados del fragmento de meteorito en el Johnson Space Center. Entre ellos estaban el ácido aspártico, ácido glutámico, glicina, alanina, y ácido butírico. Sin embargo, no está claro si estos compuestos pertenecían originalmente al meteorito, o si su presencia es producto de la contaminación terrestre.